# B'z

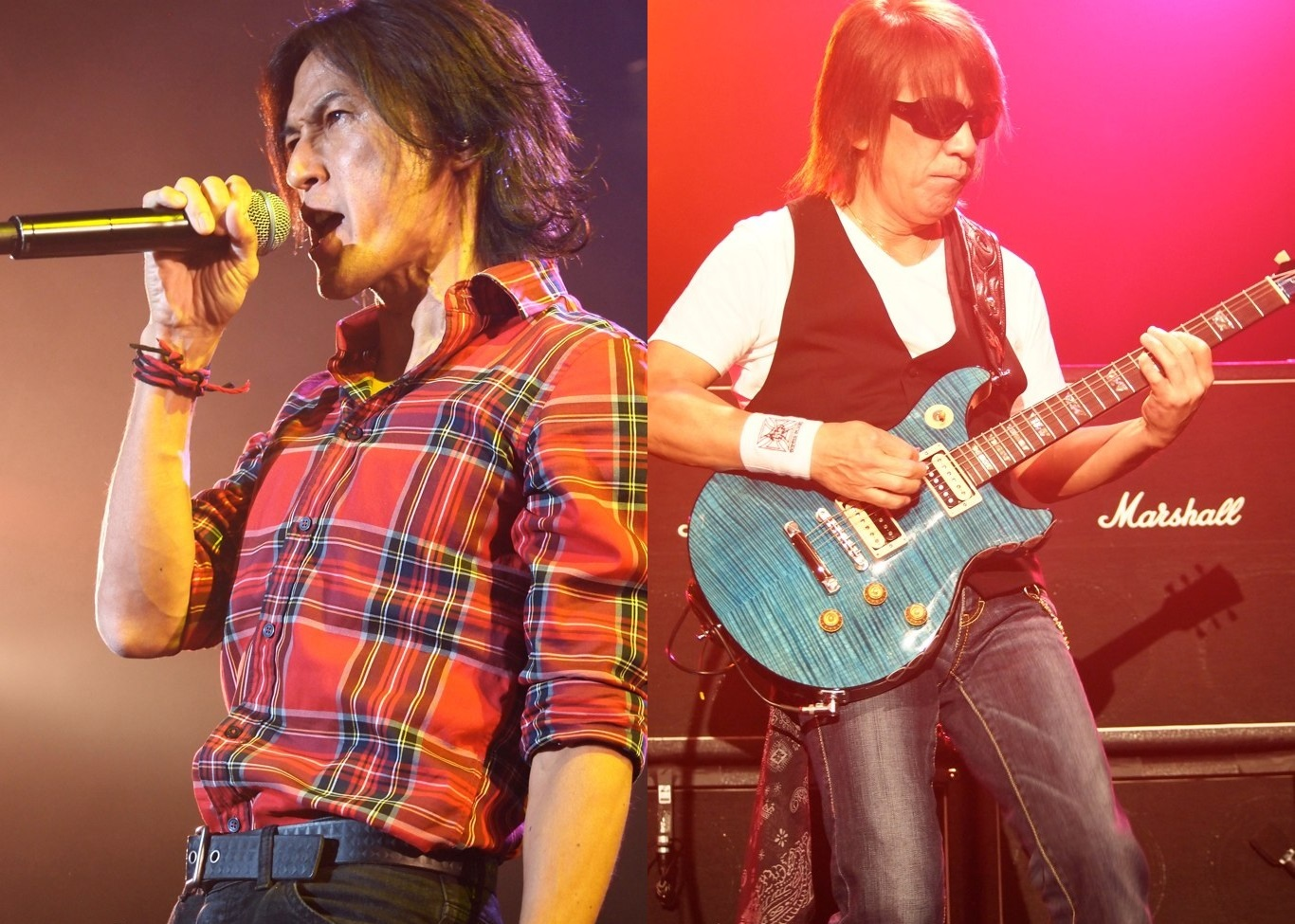
Koshi Inaba (links) en Tak Matsumoto (rechts) van B'z.

B'z (ビーズ, biizu) is een Japanse rockband opgericht in 1988, bestaande uit Koshi Inaba en Tak Matsumoto. In januari 2006 brachten zij hun veertigste single uit. Ze zijn vooral populair in Japan, waar ze al meer dan 78 miljoen platen hebben verkocht. De teksten van de band zijn voornamelijk in het Japans. 
B'z zijn goede vrienden van de gitarist Steve Vai. De zanger van B'z heeft eens een gastrol op een album van Vai gehad. Vai heeft B'z aangedragen om opgenomen te worden in de Hollywood's RockWalk, waarmee ze sinds 19 november 2007 de eerste Japanse artiesten zijn die in de Hollywood's RockWalk zijn opgenomen.